# Max Zimmering

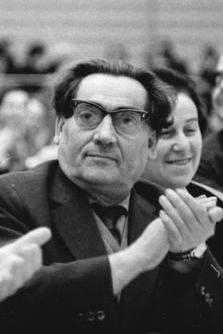
Max Zimmering auf der Jahreskonferenz des Deutschen Schriftstellerverbandes 1966

Max Zimmering (* 16. November 1909 in Pirna; † 15. September 1973 in Dresden) war ein deutscher Schriftsteller, Journalist und kommunistischer Politiker (KPD, SED). Er war von 1950 bis 1952 Abgeordneter im Sächsischen Landtag, von 1956 bis 1958 Erster Sekretär des Deutschen Schriftstellerverbandes und von 1958 bis 1964 Direktor des Instituts für Literatur „Johannes R. Becher“ in Leipzig.

## Leben

### Jugend
Max Zimmering wurde als zweiter von drei Söhnen des Uhrmachers Adolf Zimmering und seiner Frau Cejta geboren. Beide Elternteile stammten aus Horodenka (Galizien). Er war der Bruder von Fred (1907 – 1975) und Josef Zimmering sowie Cousin von Hans und Max Dankner, Lea Grundig und Bruno Goldhammer. Nachdem sein Vater im Ersten Weltkrieg zum Kriegsdienst eingezogen wurde und sein Geschäft aufgeben musste, zog seine Mutter mit den Kindern im Mai 1915 zu Verwandten nach Dresden.
Von 1916 bis 1921 besuchte er in Dresden die Volksschule, 1921 bis 1924 das Wettiner Gymnasium (bis zur Quarta) und von 1925 bis 1930 die Oberrealschule Dresden-Johannstadt. Dort legte er auch das Abitur ab. Vom 10. bis zum 18. Lebensjahr war er Mitglied der jüdischen Jugendbewegung (Wanderbund Blau-Weiß und Pfadfinderbund Kadimah).

### Journalistische und politische Arbeit in der Weimarer Republik
Zimmering wurde 1928 Mitglied der Gewerkschaft und trat dem Kommunistischen Jugendverband Deutschlands (KJVD) bei. Seit dieser Zeit war er auch schriftstellerisch tätig. Zuerst schrieb er für die Arbeiterpresse („Arbeiterstimme“, Dresden; „A-I-Z“, Berlin; „Die Rote Fahne“, Berlin usw.) Gedichte, kurze Prosaarbeiten und Glossen. Er war Agitpropleiter im KJVD in Dresden-Altstadt und später in Dresden-Johannstadt. Im gleichen Jahr trat er der Jüdischen Arbeiter- und Angestelltenjugend (JAAJ), der Revolutionären Gewerkschafts-Opposition (RGO) und der Internationalen Roten Hilfe bei. Aus Anlass des 10. Jahrestages der Gründung der Kommunistischen Jugendinternationale wurde er im November 1929 Mitglied der KPD. Im gleichen Jahr trat er dem Bund proletarisch-revolutionärer Schriftsteller bei, dessen Mitglied er bis 1933 war.
1930 erhielt Max Zimmering einen Lyrikpreis beim Wettbewerb der „Linkskurve“, der Zeitschrift des Bundes proletarisch-revolutionärer Schriftsteller, für sein Gedicht „Das Fließband“. Wegen dieses Gedichtes und seiner Mitarbeit als Arbeiterkorrespondent bei linken Zeitungen drohte ihm als Oberprimaner kurz vor den Abschlussprüfungen die Relegation, der Zimmering, anders als sein jüngerer, gleichzeitig gemaßregelter jüdischer Jugend-Genosse und Freund Helmut Weiß am König-Georg-Gymnasium, entging, weil nicht genügend Beweise vorlagen, dass er wirklich der Autor einiger unter „M.Z.“ oder „Mix“ veröffentlichter revolutionärer Gedichte war.
Nach dem Abitur begann er 1930 eine Lehre als Schaufensterdekorateur bei der Firma Tietz (vermutlich Hermann Tietz = Hertie). Nach zwei Jahren wurde er wegen gewerkschaftlicher Arbeit entlassen. 1932 fand er in Dresden Arbeit als Dekorateur und Plakatmaler im zum Woolworth-Konzern gehörenden Wohlwert, wurde aber bereits nach einem halben Jahr wieder entlassen, da er den Zentralverband der Angestellten zugunsten der Verkäuferinnen mobilisiert hatte. Nunmehr arbeitslos, beschäftigte er sich intensiver mit dem Schreiben. Nach der Machtergreifung der Nazis arbeitete er weiter für die im Februar 1933 verbotene KPD. 

### Emigration
Mitte 1933 musste er nach Paris emigrieren. 1934 fuhr er weiter ins damals britische Mandatsgebiet Palästina. Dort arbeitete er in der illegalen KP Palästinas. 1935 ging er nach Prag und wurde dort Mitarbeiter der „Deutschen Volkszeitung“, der „Volksillustrierten“, der „Internationalen Literatur/Deutsche Blätter“, Moskau, der „Roten Fahne“, Prag und einiger weiterer tschechischer Blätter. Nach dem Abschluss des Münchner Abkommens musste er ein neues Asyl suchen. So kam er im März 1939 nach England und lebte dort in Oxford und später in London.
1940 beschloss die britische Regierung, alle männlichen deutschen Emigranten als „feindliche Ausländer“ zu internieren. So unternahm Max Zimmering eine „Unfreiwillige Weltreise“, die er später in seinem gleichnamigen Buch beschrieb. Sie führte ihn vom Camp Huyton bei Liverpool über New South Wales und Victoria in Australien zurück nach England auf die Isle of Man. Dank der Bemühungen des P.E.N. und fortschrittlicher Parlamentsabgeordneter wurde er im November 1941 aus der Internierung entlassen.
Nach seiner Rückkehr nach London wurde er Redakteur der „Freien deutschen Kultur“ in London, einer Monatsschrift des Freien Deutschen Kulturbundes in Großbritannien, dem er als Exekutivmitglied angehörte. Außerdem arbeitete an den antifaschistischen Emigrationszeitschriften „Internationale Literatur“ und „Das Wort“ (beide Moskau), „Deutsche Volkszeitung“ und „Rote Fahne“ (beide Prag), „Freies Deutschland“ (Mexiko) und „Freie Tribüne“ (London) mit. Weiterhin nahm er an der Arbeit der Emigrationsgruppe der KPD teil, gehörte dem London Centre des P.E.N. und dem Deutschen internationalen P.E.N in London an und war Mitglied der Freien Deutschen Bewegung in London.
Max Zimmering war in erster Ehe während des Exils bis nach dem Zweiten Weltkrieg mit der Schauspielerin Betty Loewen verheiratet, wie deren Nachlass im Archiv der Akademie der Künste beweist. Die genauen Zeitpunkte der Hochzeit und der Scheidung sind aus den Unterlagen nicht ersichtlich.

### Schriftsteller und Funktionär in der SBZ und DDR

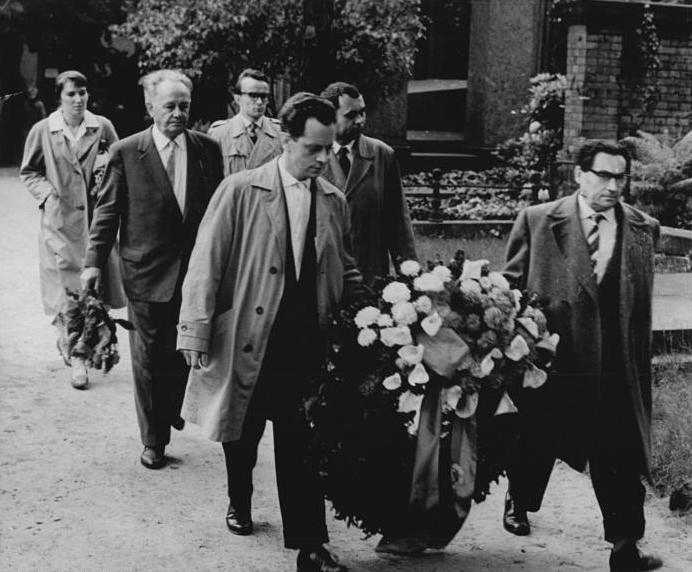
Zimmering (rechts) mit Maximilian Scheer und Dieter Noll bei einer Kranzniederlegung des Schriftstellerverbands an den Gräbern von Bertolt Brecht, Johannes R. Becher und Heinrich Mann auf dem Dorotheenstädtischen Friedhof (1961)

1946 konnte er durch die Hilfe von Egon Erwin Kisch mit einem tschechoslowakischen Repatriantentransport nach Dresden zurückkehren, das in der sowjetischen Besatzungszone lag. Hier wurde er 1946 Mitglied der SED, des FDGB und des Kulturbundes und arbeitete von 1946 bis 1953 als Kulturredakteur der Illustrierten Zeit im Bild.
Max Zimmering erhielt 1953 den Heinrich-Mann-Preis.
Seit 1949 beteiligte er sich an Textentwürfen für die geplanten Gedenktafeln in der Synagoge der Jüdischen Gemeinde Dresden zur Erinnerung an die Opfer der NS-Zeit. 1950 heiratete er seine langjährige Lebensgefährtin Zora Weil. Mit ihr hat er eine gemeinsame Tochter, Guliko Zimmering.
Von 1949 bis 1953 war er Landesvorsitzender der Vereinigung der Verfolgten des Naziregimes (VVN) Sachsen, von 1950 bis zu dessen Auflösung 1952 Abgeordneter im Sächsischen Landtag, anschließend bis 1958 Abgeordneter im Bezirkstag des Bezirks Dresden. Von 1952 bis 1956 war Zimmering 1. Vorsitzender des Deutschen Schriftstellerverbands im Bezirk Dresden, 1956 bis 1958 1. Sekretär des Deutschen Schriftstellerverbands in Berlin. Von 1958 bis 1964 arbeitete er als Direktor des Instituts für Literatur „Johannes R. Becher“ in Leipzig.
1963 wurde Zimmering Kandidat des ZK der SED. Ab 1964 bis zu seinem Tod lebte er als freischaffender Schriftsteller in Dresden. 1968 erhielt er den Kunstpreis der DDR und 1969 den Nationalpreis der DDR. 1971 wurde er Ehrenbürger von Pirna.

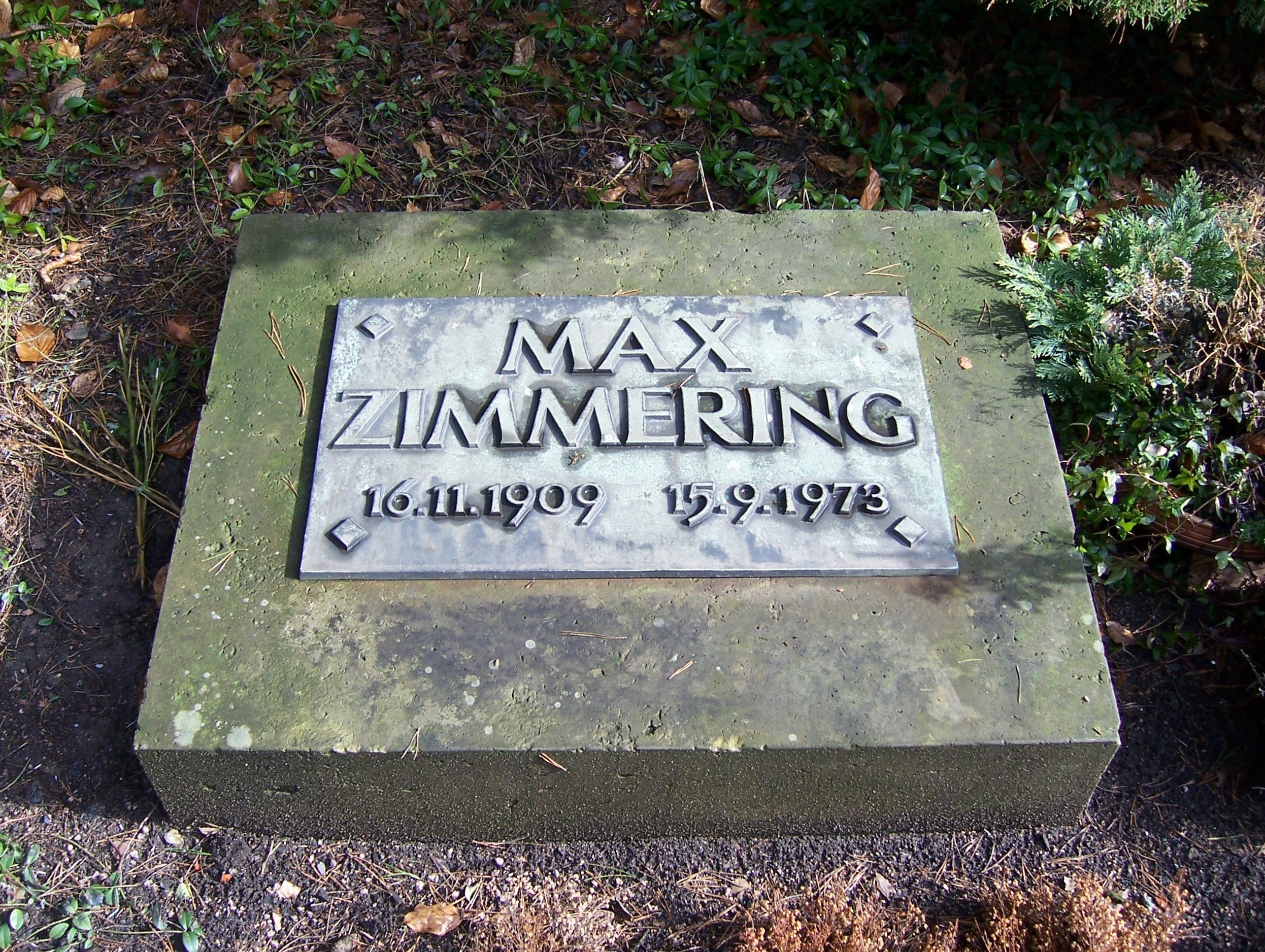
Grab Max Zimmerings auf dem Dresdner Heidefriedhof

Max Zimmering starb 1973 in Dresden. Sein Grab befindet sich auf dem Heidefriedhof.
Er ist der Großvater des Schauspielers Ron Zimmering, ein Großonkel der Schauspielerin Esther Zimmering und des Schauspielers David Zimmering.

## Werke (Auswahl)
- Die Jagd nach dem Stiefel. (1932 Erstfassung unveröff., 1936 zuerst tschechisch veröffentlicht, 1953 überarbeitete deutsche Erst-Veröffentlichung, 1962 von Konrad Petzold verfilmt)
- Buttje Pieter und sein Held. (1951)
- Phosphor und Flieder. Vom Untergang und Wiederaufstieg der Stadt Dresden. (1954)
- Begegnung mit Majakowski. (1955)
- Die unfreiwillige Weltreise. (1956)
- Der gekreuzigte Grischa. (1962)
- Rebellion in der Oberprima. (1962)
- Spuk in der Ziegelstrasse. Illustrationen von Kurt Klamann, Kinderbuchverlag, Berlin 1962.

Li und die roten Bergsteiger. Illustrationen von Kurt Klamann, Kinderbuchverlag, Berlin 1967.
- Marsch der Kampfgruppen der Arbeiterklasse.

posthum:
- Wegstrecken (Gedichte). (1974)
- Lied von Finsternis und Licht. Gedichte und Nachdichtungen 1928–1973. (1986)